# أبو زياد الكويتي
أبو زياد الكويتي (6 ديسمبر 2012) كان عضوًا رفيع المستوى في تنظيم القاعدة، والرجل الثاني بعد أيمن الظواهري، قُتِلَ في هجوم بطائرة بلا طيار في باكستان.

## سيرته
ولد في الكويت في عام 1965 أو 1966. كان إمامًا في وزارة الأوقاف والشؤون الإسلامية بالكويت، انضم إلى تنظيم القاعدة، وأصبح عضوًا بارزًا، وبمثابة مفتي القاعدة ومسؤول عن التعليم الشرعي لأعضائها. منذ وفاة أبي يحيى الليبي في 2012 أصبح أبو زيد أكبر قيادة دينية في القاعدة، وظهر في العديد من أشرطة الفيديو التي تشرح العقيدة والفقه وغير ذلك من الأمور الشرعية.
اعتبر الرجل الثاني في القاعدة، وأصبح هدفًا لصالح الولايات المتحدة والحكومة الباكستانية، وقُتِلَ في هجوم بطائرة بدون طيار، أثناء تناوله السحور في رمضان، قرب مير علي في باكستان، أكد تنظيم القاعدة مقتله، عن عمر يناهز 46 عامًا.